# 奧博揚區

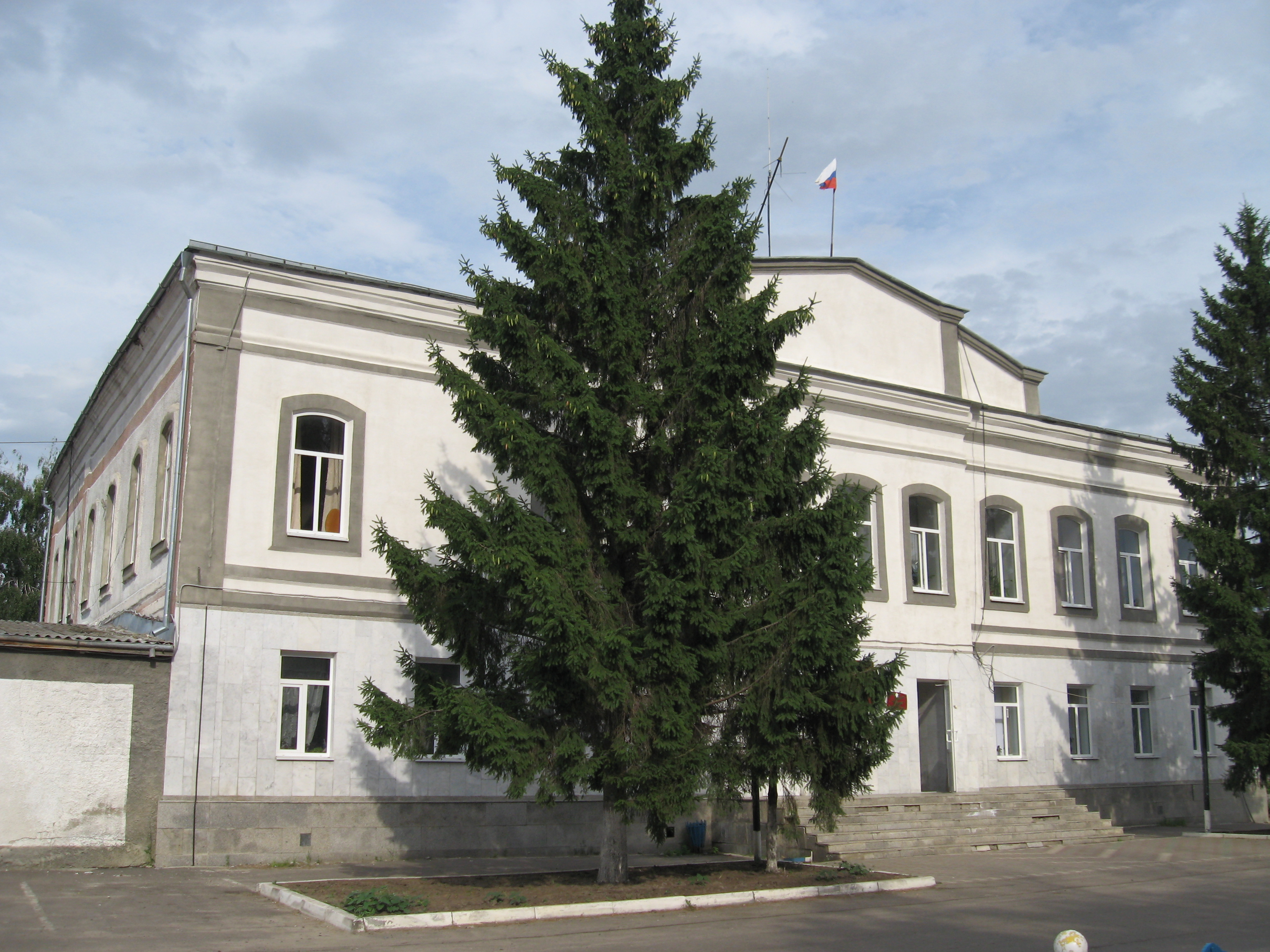

51°13′N 36°15′E / 51.217°N 36.250°E
奧博揚區（俄语：Обоянский район），是俄羅斯的一個區，位於該國西部，由庫爾斯克州負責管轄，面積1,090平方公里，2010年該區人口31,042，人口密度每平方公里28.48人。